# 北消防署 (長崎市)

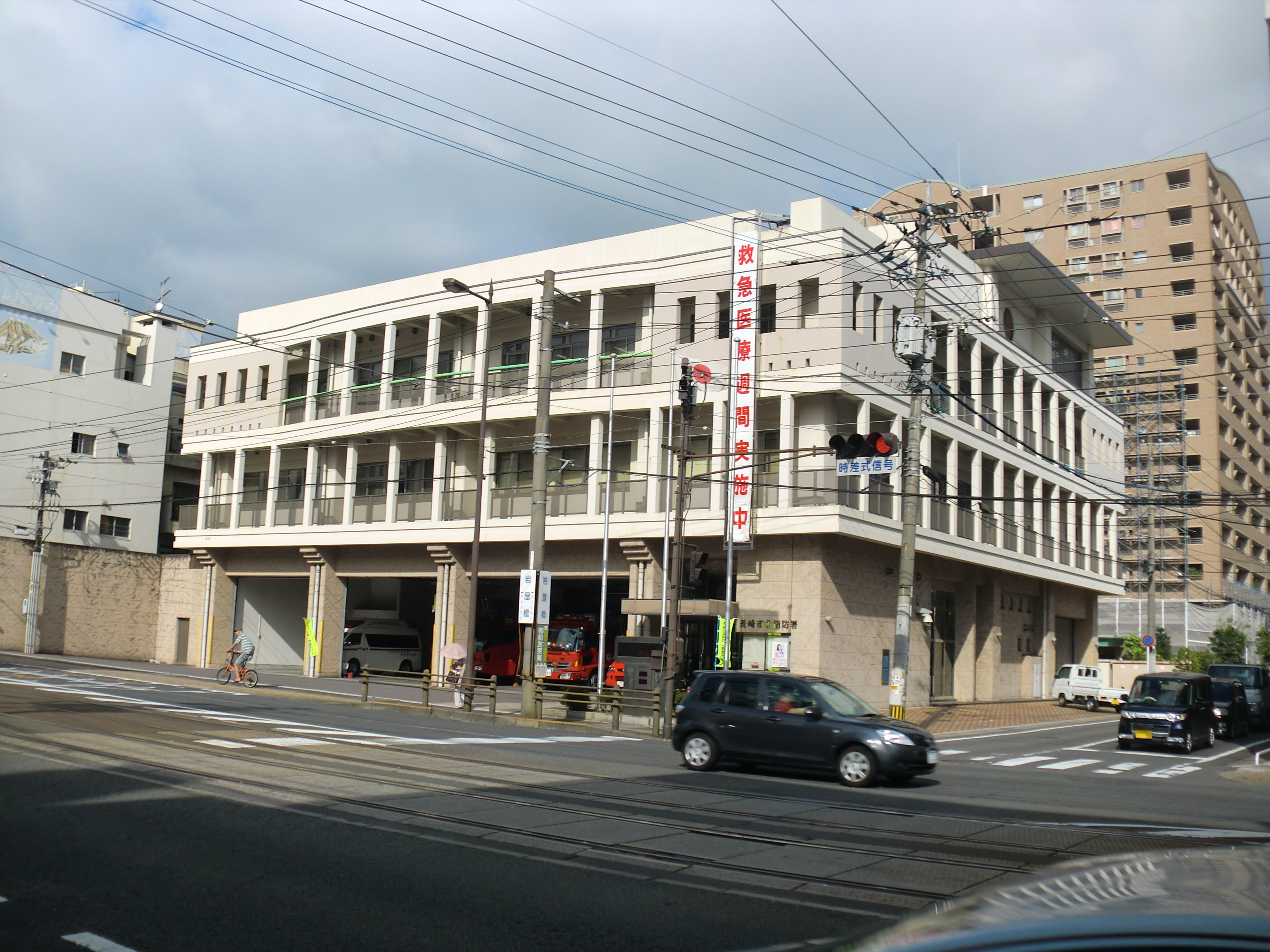
北消防署

北消防署（きたしょうぼうしょ）は、長崎県長崎市大橋町にある長崎市消防局管轄の消防署である。

## 沿革
- 1948年（昭和23年）3月 - 自治体消防として長崎市消防局が開設。北消防署が長崎市住吉町に設置される。
- 1969年（昭和44年）11月 - 長崎市住吉町に西浦上合同庁舎が建設され、2階に北消防署（1階は消防車両駐車場）と北公民館が入る。[1]
- 2001年（平成13年）8月 - 北消防署が大橋町に庁舎を新築し、移転。[2]

## 管轄
- 長崎市北部、長崎市西部（一部）と、西彼杵郡（時津町、長与町）[3]

## 組織
- 北消防署
  - 警防一課・警防二課
    - 査察指導係
    - 警防係、指導係、救急救助係、浜田出張所
      - 出張所（浦上・滑石・小江原・三重・西海・（浜田））
      - 派出所（式見・神浦・池島）

## 所在地

### 消防署
- 北消防署
  - 長崎市大橋町16-1
  - 北緯32度46分58.5秒 東経129度51分46秒 / 北緯32.782917度 東経129.86278度座標: 北緯32度46分58.5秒 東経129度51分46秒 / 北緯32.782917度 東経129.86278度
  - 国道206号沿いにある。

### 出張所・派出所

#### 長崎市
- 浦上出張所（うらかみ）- 長崎市平野町10-29
- 滑石出張所（なめし）- 長崎市大園町4-1
- 小江原出張所（こえばる）- 長崎市小江原町23-178
- 式見派出所（しきみ）- 長崎市式見町357
- 三重出張所（みえ）- 長崎市畝刈（あぜかり）町28-7
- 西海出張所（にしうみ）- 長崎市西海町1558-1（旧琴海町）
- 神浦派出所（こうのうら）- 長崎市神浦江川町2（旧外海町）
- 池島派出所（いけしま）- 長崎市池島町1009（離島、旧外海町）

#### 西彼杵郡
- 浜田出張所（はまだ）- 西彼杵郡時津町浜田郷824-2

## アクセス
- 最寄りの駅
  - 路面電車 長崎電気軌道 「岩屋橋」電停
    - 長崎駅や浦上駅から
      - 1番・3番系統「赤迫（あかさこ）」行き

    - 住吉方面から
      - 1番系統（「正覚寺」行き）・3番系統（「蛍茶屋」行き）
- 最寄りのバス停
  - 長崎バス・県営バス 「長崎大学前」、「長崎振興局前」バス停
    - 長崎駅や浦上駅から
      - 長崎バス1番系統 「長崎振興局前」で下車。

    - 時津町・住吉方面から
      - 長崎バス 10番・20番系統「長崎大学前」で下車。

## 周辺
- 長崎大学文教キャンパス
- 長崎振興局（旧土木事務所）
- 長崎大橋郵便局
- 十八親和銀行大橋支店
- ゲオ長崎大学前店
- 浦上警察署
- メモリードホール大橋
- ラッキーボール（ボウリング場）

## 関連事項
- 長崎市消防局